# Лаба, Рене
Жан Рене Лаба (фр. Jean René Labat; 19 февраля 1892, Audenge, Жиронда, Франция — 8 марта 1970, XIII округ Парижа) — французский легкоатлет, выступавший в прыжках в высоту и длину. Участник летних Олимпийских игр 1912 и 1920 годов.

## Биография
Рене Лаба родился 19 февраля 1892 года во французском городе Андай.
Выступал в легкоатлетических соревнованиях за «Стад Борделез» из Бордо. В 1913 году стал чемпионом Франции в прыжках в высоту с результатом 1,75 метра.
В 1912 году вошёл в состав сборной Франции на летних Олимпийских играх в Стокгольме. Был заявлен в прыжках в высоту и длину, но не вышел на старт.
В 1920 году вошёл в состав сборной Франции на летних Олимпийских играх в Антверпене. В прыжках в высоту занял 12-е место, показав результат 1,700 метра и уступив 23,6 сантиметра завоевавшему золото Дику Лэндону из США.
Умер 8 марта 1970 года в Париже.

## Личный рекорд
- Прыжки в высоту — 1,86 (1920)[4]